# Go-Tairō

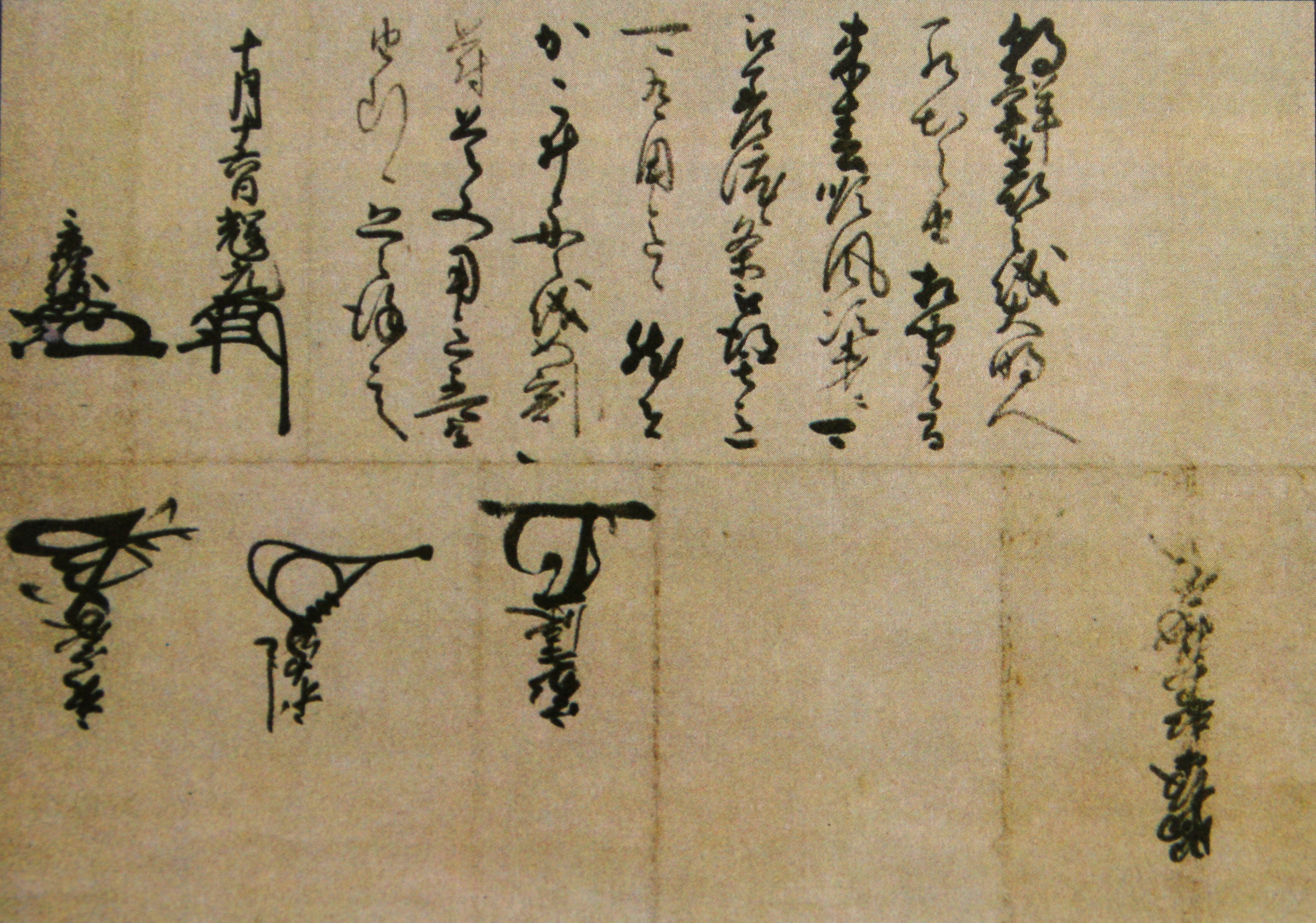
As assinaturas dos Cinco Anciãos. Do canto superior esquerdo: Uesugi Kagekatsu e Mori Terumoto; do canto inferior esquerdo: Ukita Hideie, Maeda Toshiie e Tokugawa Ieyasu. A fileira inferior está de cabeça para baixo.

Conselho dos Cinco Regentes (五大老, Go-Tairō)~foi formado em 1595 por Toyotomi Hideyoshi para governar o Japão até a maioridade de seu filho Hideyori . Hideyoshi escolheu seus cinco mais poderosos daimiôs : Ukita Hideie , Maeda Toshiie , Uesugi Kagekatsu , Mōri Terumoto , e o famoso Tokugawa Ieyasu . ( Kobayakawa Takakage também estava cotado para o conselho, mas morreu antes mesmo de Hideyoshi) .